# ATP Autoteile
Die ATP Autoteile GmbH (ehemalig: ATP Auto-Teile-Pöllath Handels GmbH) mit Hauptsitz in Kirchenthumbach (Bayern) ist ein deutsches Unternehmen im Kfz-Ersatzteile-Markt. Das im Jahr 2002 gegründete Handelsunternehmen hat sich auf den Online-Verkauf spezialisiert und vertreibt Autoteile und Ersatzteile über den eigenen Onlineshop. Aktuell (Stand: März 2021) sorgen mehr als 250 Mitarbeiter für einen Umsatz von über 100 Mio. Euro.

## Geschichte
Im Jahr 2002 gründete Geschäftsführer Peter Pöllath die Firma ATP Autoteile. Gemeinsam mit den ersten drei Mitarbeitern wurde ein eBay-Shop für Autoteile eröffnet. Ein Jahr darauf folgte der erste eigene ATP Autoteile Onlineshop.
2005  erfolgte die Umwandlung in die ATP Auto-Teile-Pöllath Handels GmbH. Um Lagerflächen und Büroräume für den stark wachsenden Handel zu schaffen, mietete der Gründer mehrere leerstehende Gebäude und Lagerhallen an. 2007 kam eine zusätzliche Lagerhalle mit 3000 m² Lagerfläche in Pressath hinzu.
Im Jahr 2012 wurde das alte Schulgebäude in Kirchenthumbach erworben und zur Firmenzentrale umgebaut.
2013 erfolgte die Eröffnung eines neuen Logistikzentrums mit einer Hallenfläche von 12.200 m² und einer Grundstücksfläche von 150.000 m² in Pressath (siehe auch: Versand und Logistik).
2017 feierte das Unternehmen sein 15-jähriges Bestehen. Im gleichen Jahr begannen außerdem die Bauarbeiten zur erneuten Erweiterung des Logistikzentrums um weitere 20.000 Lagerplätze.
Zum Jahresende 2019 wurde bekannt gegeben, dass ATP durch die Swiss Automotive Group (SAG) unter dem Vorbehalt der Zustimmung der Wettbewerbsbehörden übernommen werden sollte. Die geplante Übernahme wurde jedoch nicht vollzogen.
Im Februar 2020 wurde die Firma „ATP Auto-Teile-Pöllath“ Handels GmbH in „PATT Handels-GmbH“ umbenannt.
Am 18. März 2020 meldete die Firma beim Amtsgericht Weiden (Oberpfalz) Insolvenz an.
Im Mai 2020 wurde die Firma an den Schweizer Investor SAG Group verkauft.

## Standorte
Die Unternehmenszentrale von ATP liegt im Markt Kirchenthumbach (Bayern) im Oberpfälzer Landkreis Neustadt a.d. Waldnaab.
Das Logistikzentrum befindet sich in Pressath im gleichen Landkreis.

## Produktsortiment
Das Produktportfolio umfasst neben Ersatz- und Verschleißteilen auch Autopflege/Chemie, Elektronik, Tuning/Styling sowie Werkzeug und Zubehör. Gegenwärtig sind im Onlineshop  800.000  PKW-Teile verfügbar.
ATP Autoteile führt neben  Herstellermarken zwei exklusiv bei ATP erhältliche Eigenmarken. Dies sind die seit 2008 eingetragene Marke ATEC Germany sowie die seit 2015 eingetragenen Marke ENVA.

## Versand und Logistik

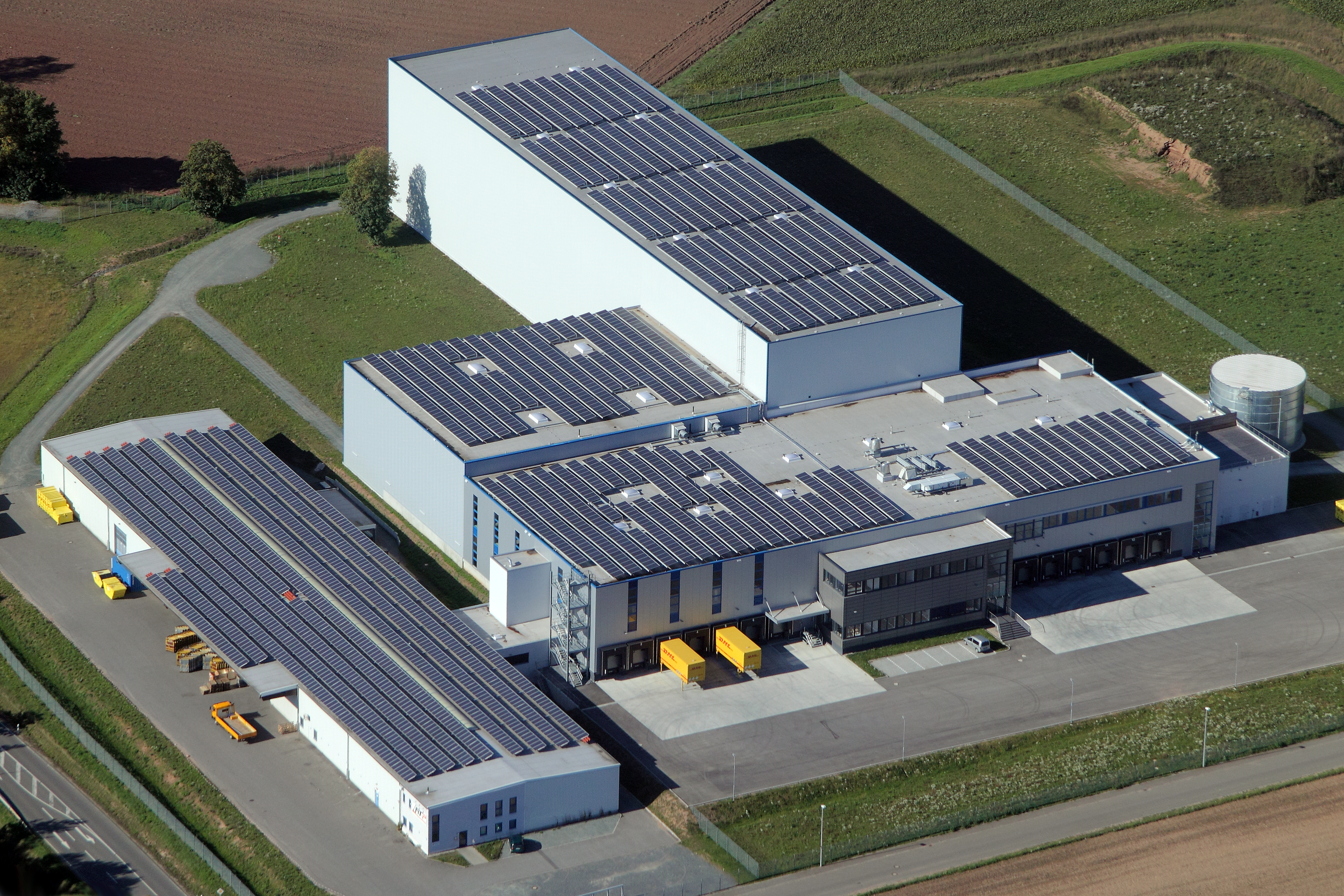
ATP Autoteile Logistikzentrum Pressath

ATP verfügt über ein zu weiten Teilen vollautomatisches Logistikzentrum.
An Spitzentagen werden bis zu 16.000 Pakete verschickt. Dieses Versandvolumen soll durch die Erweiterung auf über 20.000 Pakete am Tag gehoben werden.

## Auszeichnungen
In den Jahren 2012 und 2015 wurde ATP die Auszeichnung zu „Bayerns Best 50“ vom Bayerischen Wirtschaftsministerium für besonders wachstumsstarke Unternehmen verliehen.
2015, 2016 und 2018 erhielt ATP den Award „TOP Shop“ der Zeitschrift Computer Bild.
2016, 2017 und 2018 erhielt ATP die Auszeichnung „Deutschlands Bester Online-Shop“ in der Sparte Autoteile und -zubehör der Zeitschrift FOCUS.
2017 erreichte das Unternehmen den dritten Platz des INTERNET WORLD Business-Shop Awards in der Kategorie „Bester Online Pureplayer“.